# Strefa śmierci (film 2004)
Strefa śmierci (ang. Post Impact) – amerykańsko-niemiecki film katastroficzny z 2004 roku w reżyserii Christopha Schrewe. W rolach głównych wystąpili Dean Cain, Bettina Zimmermann, Joanna Taylor i Nigel Bennett. Zdjęcia kręcono w Bułgarii.
Film otrzymał negatywne oceny od krytyków. Serwis Rotten Tomatoes przyznał mu wynik 14%. 

## Opis fabuły
W październiku 2012 roku w Ziemię uderza meteoryt, powodując przy tym nową epokę lodowcową. Grupa ocalałych organizuje się i usiłuje przeżyć w miejscach, które jeszcze nadają się do zamieszkania. Widząc szansę na uratowanie ludzkości w zbliżającym się do Ziemi satelicie, ocalali usiłują odzyskać kontrolę nad urządzeniem.

## Obsada
| Aktor              | Rola                       |
| ------------------ | -------------------------- |
| Dean Cain          | kapitan Tom Parker         |
| Joanna Taylor      | Sarah Henley               |
| Bettina Zimmermann | Anna Starndorf             |
| Nigel Bennett      | pułkownik Preston Waters   |
| John Keogh         | Klaus Hintze               |
| Cheyenne Rushing   | Sandra Parker              |
| Hanns Zischler     | dr Gregor Starndorf        |
| Dulcie Smart       | prezydent Miranda Harrison |
| Adrienne McQueen   | Sheila Azeal               |
| Mike Carr          | kapitan Michaels           |
| Irina Alluna       | dziewczyna                 |
| Andreas Rojas      | żołnierz                   |
| Marinne Stanisheva | kobieta w średnim wieku    |
| Vlado Nikolov      | młody mężczyzna            |
| Tyrone Pinkham     | Ellison                    |
| Atanas Srebrev     | żołnierz Tobin             |
| Biliana Petrinska  | dystrybutorka              |
| Ivo Geraskov       | przywódca dystrybutorów    |
| Jonas Talkington   | żołnierz w samolocie       |